# Amethyst (Schiff, 1905)
Die Amethyst, auch HMS Amethyst, war ein Geschützter Kreuzer der Topaze-Klasse der britischen Marine. Sie lief 1904 als zweiter Kreuzer der Klasse vom Stapel und war der weltweit erste Kreuzer mit Turbinenantrieb. Ihre drei Schwesterschiffe wurden noch mit den üblichen Dreifach-Expansionsmaschinen geliefert. Während des Ersten Weltkriegs wurde sie vor den Dardanellen und Gallipoli, im Mittelmeer und im Südatlantik eingesetzt. 1920 wurde der Kreuzer zum Abbruch verkauft.

## Baugeschichte
Die Kiellegung der HMS Amethyst erfolgte im Januar 1903 bei Armstrong in Elswick nahe Newcastle-upon-Tyne unter der Bau-Nr. 735. Am 5. November 1903 lief sie vom Stapel und am 17. März 1905 trat die HMS Amethyst in den Dienst der Royal Navy. Sie war der erste Kreuzer, der einen Dampfturbinenantrieb erhielt, der bis dahin nur in wenigen Zerstörern eingebaut worden war. Der Turbinenantrieb reduzierte den Fahrbereich der Amethyst bei 10 Knoten um 1500 Seemeilen, erhöhte ihn aber bei 20 Knoten um 1000 Seemeilen im Vergleich zu ihren Schwesterschiffen, die noch mit den allgemein üblichen Dreifach-Expansionsmaschinen ausgestattet waren. Ihre Kohlenverbrauchswerte wiesen in diesem Bereich einen relativ geringen Wert für ein Kriegsschiff auf, war aber erheblich höher als bei vergleichbaren Handelsschiffen. Mit einer Konstruktionsgeschwindigkeit von 21,75 kn waren die Schiffe der Topaze-Klasse langsamer als die zeitgleichen deutschen Kleinen Kreuzer der Bremen-Klasse, die mit der Lübeck ein vergleichbares Turbinenschiff enthielt, das am 26. April 1905 in Dienst kam.

## Einsatzgeschichte
Als die HMS Amethyst am 17. März 1905 ihren Dienst in der Royal Navy aufnahm, wurde sie der Schlachtschiffgruppe der Atlantikflotte zur Unterstützung zugeteilt, wo sie zusammen mit dem Schwesterschiff Diamond Dienst tat, während die beiden anderen Schiffe der Klasse in ähnlicher Funktion der Kanalflotte zugeteilt waren.

### Vorkriegseinsätze
Vom Stützpunkt der Atlantikflotte, Gibraltar, verlegte die Amethyst 1907 nach Portsmouth, wo sie bis 1909 in Reserve mit einer kleinen Stammbesatzung verblieb. Am 8. Dezember 1908 kam es im Zuge der Vorbereitung zum Auslandseinsatz zu einem Sabotageakt, als die Zieleinrichtung eines Geschützes über Bord geworfen wurde. Von 1909 bis 1911 diente sie dann auf der Südamerikastation, wo sie im Mai 1910 mit dem Flaggschiff Hermes der Kapstation unter Vizeadmiral Egerton und dem Panzerkreuzer Argyll vom 5. Kreuzergeschwader der Atlantikflotte an der 100-Jahr-Feier der Unabhängigkeit Argentiniens teilnehmen sollte. Das vor Uruguay versammelte Geschwader wurde wegen des Todes des britischen Monarchen Eduard VII. zurückgerufen. Die Amethyst besuchte während ihrer Stationierung im Südatlantik auch Häfen in Westafrika.
1912 wurde die Amethyst dann Führungskreuzer der 8. Zerstörerflottille und dann bei Ausbruch des Ersten Weltkrieges 1914 noch Flaggschiff der sogenannten Harwich Force von zwei Flottillen modernster Zerstörer der Royal Navy.

### Kriegseinsatz
Mit dem Zerstörerverband machte die Amethyst unter Kommodore Reginald Tyrwhitt am 5. August den ersten Vorstoß in die Deutsche Bucht. Vor dem Vorstoß dieses Verbandes am 28. August 1914 in die Deutsche Bucht, der zum Seegefecht bei Helgoland führte, wurde der Kreuzer durch den Neubau HMS Arethusa ersetzt. Die Amethyst war zur Nore auf der anderen Seite der Themse abgeordnet und bildete mit fünf Schiffen der Cressy-Klasse den als Force C bezeichneten Teil der Fernsicherung mit der Harwich Force.
Am 22. September 1914 lief die Amethyst mit Admiral Arthur Christian zur Untergangsstelle der drei durch das deutsche Unterseeboot U 9 versenkten Panzerkreuzer Cressy, Aboukir und Hogue, wo sie zu spät eintraf, um Hilfe leisten zu können. Später wurde die Amethyst kurzzeitig dem aus Kreuzern der Town-Klasse bestehenden 1. Leichten Kreuzergeschwader (1st Light Cruiser Squadron) der Grand Fleet der Royal Navy unterstellt. Dann kam sie noch kurz beim 6. Schlachtgeschwader mit den Schiffen Duncan-Klasse am Nordeingang des Kanals zum Einsatz, bevor sie ins Mittelmeer verlegt wurde.

#### Dardanellen
Zu den Dardanellen überführt, unterstützte die Amethyst die Albion am 19. Februar 1915 bei der ersten Beschießung der osmanischen Forts und sicherte dann vom 1. bis zum 14. März vor allem die Bemühungen, einen minenfreien Weg durch die Dardanellen zu schaffen. Am 1. und 4. März 1915 kam es dabei innerhalb der Dardanellen zu Feuergefechten mit osmanischen Forts.
Am Abend des 4. März nahm sie Verwundete der ersten Landungsunternehmen an Bord, die sie am folgenden Tag an die Transporter Soudan und Braemar Castle weitergab. Vom 6. bis 11. März war sie vor allem Nachts zum Schutz der Minensucher im Einsatz gegen mobile Batterien, die Forts und Suchscheinwerfer. Am 14. März um 04:10 Uhr wurde sie von einer mobilen Batterie getroffen. 22 Männer waren sofort tot, 38 wurden schwer verwundet, von denen noch vier starben. Die Amethyst zog sich nach Tenedos zurück, um die notwendigen Reparaturen durchzuführen.

#### Landungen auf Gallipoli
Am 24. April 1915 transportierten die Amethyst und ihr Schwesterschiff Sapphire Truppen zum „Y beach“ an der Nordwestküste der Halbinsel Gallipoli, die am frühen 25. April mit Fischerbooten an Land gebracht wurden. Sie unterstützte die britischen Truppen mit ihrer Artillerie bis zum 27., als die Lage im Abschnitt verzweifelt war und über 250 meist Verwundete wieder an Bord zurückkehrten.
An den folgenden Tagen gab die Amethyst weiterhin Artillerieunterstützung in den Abschnitten W, Y und Z und wurde selbst von der türkischen Artillerie beschossen. In der Nacht zum 5. Mai evakuierte sie mit anderen Schiffen den „Z beach“. Diese Truppen wurden sofort in den Abschnitten X und Y als Verstärkungen wieder an Land gesetzt.
Am 18. Mai erfolgte der letzte Einsatz der Amethyst gegen die Türkei, als sie mit Zerstörern Edremit (Balıkesir) an der gleichnamigen Bucht südlich der Dardanellen an der Küste Kleinasiens angriff. Ein in Booten entsandter Landungstrupp sollte versuchen, dort stationierte Leichter in Besitz zu nehmen. Diese konnten allerdings wegen einer sie schützenden Sandbank nicht bewegt werden.
Zwei Öltanks zerstörte die Amethyst mit ihren Geschützen. Als eine Feldbatterie den Kreuzer zu beschießen begann, wurde das Feuer erwidert und die Batterie zerstört. Ein Treffer auf der Amethyst tötete einen Matrosen und verwundete vier schwer.

#### Sicherung der Adria
Ab Juni 1915 wurde die Amethyst von Brindisi zu Kontrollfahrten am Adriaausgang eingesetzt. Vom 28. Juli bis zum 17. August kam sie dann ins Dock und wurde überholt. Erst am 15. September kehrte sie nach Brindisi zurück und lag im Hafen am 27. September, als das italienische Linienschiff Benedetto Brin explodierte und im Außenhafen sank. Amethyst setzte ihre Boote ein, um Überlebende zu retten. Im Herbst 1915 blieb die Amethyst im Hafen von Brindisi und diente vorläufig als Tender für britische Unterseeboote in diesem Bereich.
Am 19. November lief die Amethyst dann nach Malta und weiter bis zum 27. November nach Gibraltar. Am 1. Dezember setzte sie die Heimreise nach Portsmouth fort, das sie am 11. Dezember Richtung Barrow-in-Furness verließ. Hier kam sie in das Devonshire Dock zur Überholung, wo sie bis zum 14. März 1916 verblieb.

#### Südamerika
Im März 1916 verlegte die Amethyst nach Plymouth und dann über Bilbao nach Gibraltar, wo sie am 23. März eintraf.
1916 übernahm Commander Edward Unwin das Kommando über die Amethyst, der ein Victoria Cross während der Schlacht um Gallipoli erworben hatte. Amethyst sollte nach Südamerika gehen und verließ Gibraltar am 8. Mai 1916.
Am 23. November 1916 wurde Commander Patrick Boyle, 8. Earl of Glasgow neuer Kapitän des Kreuzers, der vor der Küste Brasiliens am Viçosa Reef stationiert war.
Ab Dezember 1916 suchte die Amethyst unterstützt durch die Hilfskreuzer Macedonia und Orama sowie die beiden Kohlendampfer Minieh und Daleham nach dem deutschen Handelsstörer Möve. Am 9. Januar 1917 versenkte die Möve einen Tag nach der Kohlenübergabe an Amethyst die Minieh, 3806 BRT. Als diese nicht am vereinbarten Treffpunkt erschien, verstärkte die Gruppe ihre Suche ohne Erfolg. Die Amethyst lief Mitte Januar nach Salvador da Bahia zur Versorgung. Einen weiteren Versuch, die Möve zu finden, startete die Amethyst am 24. Januar, bei dem sie mit dem Leichten Kreuzer Glasgow zusammenarbeitete. Diese Suchfahrt und weitere im April und Mai 1917 blieben erfolglos.
Die Möve war nach Osten abgelaufen und suchte Beute auf den Schiffahrtwegen vom Kap und kehrte erst Mitte Februar zur brasilianischen Küste zurück, um dann in den Nordatlantik zu wechseln und in ihre Heimat noch vor Frühjahrsbeginn zurückzukehren, da ein Durchbruch durch die britischen Bewachungslinien nur in der dunklen Jahreszeit aussichtsreich erschien.
Nach einem längeren Aufenthalt in Rio de Janeiro verließ die Amethyst am 5. April 1918 die brasilianische Hauptstadt und lief die Küste entlang nach Süden. Sie kontrollierte den Schiffsverkehr und traf am 10. März in Montevideo ein. Nach weiteren Kontrollfahrten verließ sie am 31. Mai 1918 Salvador da Bahia, um nach Devonport zurückzukehren. Auf dem Weg nach Hause traf sie vor der Küste von Sierra Leone die HMS Britannia und übernahm von ihr 295 Kisten mit Goldbarren im Wert von etwa einer Million £. Mit ihrer wertvollen Fracht traf sie am 25. Juni in Devonport ein. Am 1. Juli 1918 lief die Amethyst von dort weiter nach Barrow-in-Furness, wo sie den Rest des Krieges zu Instandsetzungen im Trockendock der Vickers-Werft verbrachte.

### Nachkriegseinsatz
Die Amethyst wurde am 20. November 1918 nochmals in Dienst gestellt und nahm auf dem Weg nach Gibraltar an den Trauerfeierlichkeiten für den früheren Präsidenten Portugals, Sidónio Pais, am 21. Dezember in Lissabon teil.

## Endschicksal
Am 10. Februar 1919 wurde die HMS Amethyst außer Dienst gestellt und am 1. Oktober 1920 zum Abbruch an die Firma Towers in Milford Haven verkauft.

## Nachweise
1. 1 2  Darren Milford: World War I Naval Combat. Abgerufen am 30. November 2010 (englisch).
2. ↑  Hildebrand, Bd. IV, S. 88f.
3. ↑  Erklärung der Admiralität im Unterhaus.
4. ↑  Erklärung der Regierung zur britischen Beteiligung im Unterhaus.
5. ↑  In der Presseberichterstattung, so z. B. New York Times vom 29. und 30. August, wird sie daher auch als beschädigt dargestellt, obwohl tatsächlich die Arethusa schwer beschädigt wurde
6. ↑  (Euryalus als Flaggschiff des Konteradmirals Arthur Christian, Befehlshaber aller aus dem Bereich der Themsemündung auslaufenden Einheiten, Bacchante Flaggschiff des Konteradmirals Henry Hervey Campbell, Befehlshaber der 7th CS, Cressy, Hogue und Aboukir)
7. ↑  Log of HMS Amethyst. Old Weather, 14. März 1915, abgerufen am 15. März 2011 (englisch).
8. ↑  Log of HMS Amethyst. Old Weather, 18. Mai 1915, abgerufen am 29. März 2011 (englisch).
9. ↑  Log of HMS Amethyst. Old Weather, 27. September 1915, abgerufen am 29. März 2011 (englisch).
10. ↑  Log of HMS Amethyst. Old Weather, 23. März 1916, abgerufen am 29. März 2011 (englisch).
11. ↑  Log of HMS Amethyst. Old Weather, 8. Mai 1916, abgerufen am 29. März 2011 (englisch).
12. ↑  Log of HMS Amethyst. Old Weather, 23. November 1916, abgerufen am 29. März 2011 (englisch).
13. ↑  Macedonia, ex P&O, 1903, 10512 BRT, seit 1914 Hilfskreuzer, an dem Seegefecht bei den Falklandinseln beteiligt
14. ↑  Versenkungsort der Minieh
15. ↑  Herbert, S. 55
16. ↑  Log of HMS Amethyst. Old Weather, 10. März 1918, abgerufen am 29. März 2011 (englisch).
17. ↑  Log of HMS Amethyst. Old Weather, 9. Juni 1918, abgerufen am 29. März 2011 (englisch).
18. ↑  Log of HMS Amethyst. Old Weather, 20. November 1918, abgerufen am 15. März 2011 (englisch).
19. ↑  Log of HMS Amethyst. Old Weather, 21. Dezember 1918, abgerufen am 15. März 2011 (englisch).
20. ↑  in Malta oder Plymouth (?)
21. ↑  HMS Amethyst. BattleshipsCruisers website, abgerufen am 15. März 2011 (englisch).